# يوحنا كامبل
يوحنا كامبل (بالإنجليزية: John Campbell)‏ (23 نوفمبر 1988 بنيوكاسل أبون تاين في المملكة المتحدة - ) هو لاعب كرة قدم بريطاني في مركز الهجوم. لعب مع أكسفورد يونايتد ونادي توركي يونايتد وبيدلينجتون تيريرز ‏ وJarrow Roofing Boldon Community Association F.C. ‏ وWest Allotment Celtic F.C. ‏ ووست أوكلاند تاون ‏ وNewcastle Benfield F.C. ‏ ودارلينجتون إف سى.

## وصلات خارجية
- يوحنا كامبل على موقع قاعدة بيانات كرة القدم.إي يو (الإنجليزية)
- يوحنا كامبل على موقع Soccerbase.com (لاعب) (الإنجليزية)
- يوحنا كامبل على موقع Soccerway.com (الإنجليزية)